# Muwaschschah
Muwaschschah (arabisch موشح, DMG muwaššaḥ ‚„Gürtel-Poesie“‘ ― IPA [mu'waʃːaħ] anhörenⓘ) ist eine arabisch-andalusische Strophen-Gedichtform fester Bauart, die sich strukturell, metrisch und sprachlich von ihren orientalischen Vorbildern Qasīda und Ghasel unterscheidet. Diese sind nicht-strophisch, kennen nur den Monoreim, das heißt durchgehende Endreime, und sind in klassischem Arabisch abgefasst. Dagegen besitzt eine Muwaschschaha meist fünf (bis sieben) Strophen, die durch einen durchgängigen Kehrreim – gürtelhaft – miteinander verbunden sind.
Die Muwaschschah-Poesie ist im mittelalterlichen islamischen al-Ándalus im 10. Jahrhundert auf dem Boden des heutigen Spaniens als Lob- oder Liebeslied erfunden worden. Der Tradition nach gilt als Erfinder der Muwaschschah-Gattung der legendäre arabisch-andalusische Dichter Muqaddam ibn Muʿafa, el ciego de Cabra (der Blinde aus Cabra), der um 920 n. Chr. unweit von Córdoba lebte.
Ein ganz besonderes Kennzeichen des Muwaschschah ist das Code-Switching, der plötzliche Wechsel von einer Sprache (Bilingualismus) oder Sprachebene in eine andere, und zwar in den Schlussversen der jeweils letzten Strophe, die Ḫarǧa genannt werden. Während die übrigen Verse einer Muwaschschaha in klassischem Arabisch (oder in Hebräisch) gehalten sind, werden die Schlussverse, die Ḫarǧa, in arabisch-andalusischer Umgangssprache (vulgärarabisch) gedichtet oder gar in einer fremden Sprache gestaltet: zweisprachige Muwaschschahas. So entdeckte man romanische Ḫarǧas, Schlussverse, die vereinzelte oder mehrere altspanische, mozarabische Wörter und hybride romanisch-arabische Komposita enthalten. Diese Mischsprache erinnert an Makkaronische Dichtung und ist in etwa vergleichbar mit dem heutigen Denglisch.
Diese frühromanischen Ḫarǧas sind genauso wie der gesamte übrige Gedicht-Text in arabischer Schrift geschrieben. Eine solche verfremdende Schreibweise nennt man Aljamiado.
Auch in al-Ándalus lebende sephardische Juden brachten bedeutende Muwaschschah-Dichter hervor, so dass also Muwaschschah-Manuskripte in zwei verschiedenen semitischen Alphabeten überliefert sind: in hebräischer und in arabischer Konsonantenschrift.

## Das überlieferte Corpus der Muwaschschah-Poesie
Das Textkorpus der arabischen Muwaschschah-Poesie umfasst etwa 600 Gedichte, davon nur etwa 8 % mit sogenannten romanischen Ḫarǧas. Die bedeutendsten Manuskripte sind das ʿUddat al-jalīs (Manuskript Colin) und die Manuskripte des Jayš al-tawšīh. Bedeutende arabische Muwaššaḥ-Poeten sind z. B. Yūsuf ibn Hārūn ar-Ramādī, 'Alī ibn 'Arabī (Abū Bakr), Ibn Baqī und Muqaddam Ibn Muʿafa.
Aber es waren nicht nur arabische Dichter, die in al-Ándalus, im mittelalterlichen maurischen Spanien, Muwaschschah-Poesie schufen. Auch die dort lebenden sephardischen Juden brachten bedeutende Muwaschschah-Dichter hervor, wie z. B. Jehuda ha-Levi. Sie dichteten in hebräischer Sprache, wobei ihre Ḫarǧas im Rahmen des Code-Switchings (Sprachmischung) ebenfalls in arabisch-andalusischer Umgangssprache gehalten sind oder sogar mit einigen altspanischen Segmenten gespickt sind. Der gesamte Gedicht-Text ist in hebräischer Konsonantenschrift geschrieben. So unterscheidet man also bei der Tradierung der Muwaschschah-Manuskripte eine arabische Serie und eine hebräische Serie. Die früheste der bisher ca. 70 entzifferten romanischen Ḫarǧas (datiert auf vor 1042) stammt aus der hebräischen Muwaschschah-Serie. Manche Muwaschschahas, die sowohl in einer arabischen als auch in einer hebräischen Fassung überliefert sind, stellen wertvolles Vergleichsmaterial dar. Die mittelalterlichen Manuskripte sind von den Muslimen und sephardischen Juden bei ihrer Vertreibung aus Spanien in den Orient mitgenommen worden. Sie sind dort wiederum mehrfach kopiert worden, und zwar von Schreibern, denen sowohl der arabisch-andalusische Dialekt als auch die romanische Mundart von al-Ándalus fremd bis unbekannt waren. Oft sind diese Handschriften nur durch Zufall wiederentdeckt worden. Viele Muwaschschah-Manuskripte sind bis heute noch nicht vollständig publiziert oder entziffert. Manche Schätze warten wohl erst noch auf ihre Entdeckung.

## Thematik, Form und Sprache der Muwaschschah-Dichtung
Ein Teil der Muwaschschah-Lyrik ist panegyrisch: Herrscherlob, ein anderer Teil anakreontisch: (homo)erotische Liebesdichtung. Die Muwaschschah-Poesie zeichnet sich durch eine romantische Hinwendung zur Schönheit der Natur Hispaniens aus. Man findet Blütengedichte (nawriyyāt), Frühlingsgedichte (rabīʿiyyāt), Gartengedichte (rawḍiyyāt) und Weingedichte (khamriyyāt), also das Lob auf ein alkoholisches Getränk, dessen Genuss Muslimen eigentlich verboten ist:

„Wenn dann noch der Ephebe den Wein kredenzt, oder schöne Sängerinnen das Gelage versüßen, ist auch der Bezug zum erotischen Gedicht, dem Ghasel der klassischen arabischen Literatur hergestellt [...] Genussfreudige und kunstsinnige Freunde treffen sich in einem von der Außenwelt abgetrennten Garten, um das Leben und die Liebe mit kreisenden Bechern zu feiern.“

Nach Theodor Frings soll sich arabisch موشح, DMG muwaššaḥ von arabisch وشاح, DMG wišaḥ ‚Doppel-Gürtel der Frauen‘ ableiten und ließe sich mit „die Doppelgegürtete oder die mit doppeltem Perlen-Gürtel Bekleidete“ übersetzen, denn:

„diese Kreuzung der Reime von bb cc dd ee usw. mit a erinnert an die regelmäßig angeordneten und einander kreuzenden Reihen von Perlen und Juwelen des Frauengürtels, eines Doppelgürtels. Man könnte übersetzen ‚Doppelgegürtete‘.“

Die Mehrzahl der Muwaššaḥas besteht aus fünf fünfzeiligen Strophen (arabisch Strophe = dawr) mit dem Reimschema [(aa) bbbaa cccaa dddaa eeeaa fffAA].
Die optionalen Einleitungsverse (Präludium) (aa) heißen maṭla. Die jeweils ersten (drei) Zeilen einer Strophe – mit Monoreim – nennt man bayt (oder agṣān). Die Endverse der Strophen, der Kehrreim, bilden das qufl (oder simṭ). Steht zu Anfang einer Muwaschschaha ein Präludium (maṭla), beginnt sie also mit ein- oder zweizeiligem qufl, so heißt sie tāmm (vollständig). Beginnt eine Muwaschschaha dagegen ohne Einleitung direkt mit einem bayt, so spricht man von einer aqraʿ (kahl).
Ein besonderer Stellenwert kommt den Schlussversen, dem qufl (simṭ) der letzten Strophe einer Muwaschschaha zu, der Ḫarǧa, auf Spanisch ‚jarcha‘ genannt:

„Die Ḫarǧa ist der Glanzpunkt des Muwaššaḥ, sein Salz, sein Zucker, sein Moschus, sein Ambra; sie ist der Ausgang und der muss besonders lobenswert sein, sie ist der Schluss, nein, vielmehr die Einleitung, obwohl sie am Ende steht; wenn ich sage: die Einleitung, so heißt das, dass vor allem anderen auf sie der Sinn des Dichters gerichtet sein muss; sie muss der, der ein Muwaššaḥ dichten will, zuerst anfertigen, bevor er durch Versmaß oder Reim gebunden ist, in einem Augenblick, wo er frei und ungebunden, vergnügt und sorgenlos ist. Er hat ja den Grund gefunden, er hat den Schwanz und setzt den Kopf darauf.“

Der mittelalterliche ägyptische Dichter und Literaturtheoretiker Ibn Sanā’ al-Mulk (1155–1211) hat im Vorwort zu seiner Anthologie Dar al-ṭirāz eine Poetik des Muwaschschah verfasst. Darin erwähnt er unter anderem, dass die Ḫarǧa auch in nicht-arabischer Sprache, in aǧamī (Fremdsprache), verfasst sein kann: Dieses Phänomen nennt man Code-Switching:

„Bisweilen ist die Ḫarǧa in fremdsprachlichen Worten abgefasst; es ist aber dann Bedingung, dass die Worte in der fremden Sprache auch so recht wüst und wirr und kauderwelsch klingen.“

In der Ḫarǧa spricht zudem nicht mehr der Dichter selbst, sondern diese Schlussverse werden oft verliebten Mädchen in den Mund gelegt. Oft handelt es sich um eine Imitation (muʿāraḍa) der Verse anderer Poeten oder um ein Zitat eines volkstümlichen Liedes, oft eingeleitet (tamhīd) im vorangehenden Bayt durch eine explizite Inquit-Formel:

„Am häufigsten wird die Ḫarǧa Knaben und Frauen in den Mund gelegt; dann muss sich in dem bayt, das der Ḫarǧa vorausgeht, ein verbum dicendi Verb des Sagens finden [...] Manche bekommen die Ḫarǧa nicht fertig und nehmen dann die eines Anderen zu Hilfe.“

Die Muwaschschah-Dichtung unterscheidet sich nicht nur durch das Vorhandensein von Strophen, ihr gegürtetes Reimschema und Code-Switching von der klassischen orientalischen Qasīda, sondern auch durch das in ihr verwendete Versmaß:

„Während die qasida-Dichtung einen strengen Kanon von genau 16 quantitierenden Metren benutzt, gibt es in der Strophen-Dichtung von al-Andalus etwa die zehnfache Anzahl verschiedener Metren. Der klassische Kanon ist aufgebrochen […] Innerhalb einer Strophe können verschiedene Versmaße auch gemischt werden, längere sich mit kürzeren Versen verbinden, was in der quasida-Dichtung undenkbar ist.
Bis heute streiten die Gelehrten darüber, ob der Strophendichtung von al-Andalus ein anderes Prinzip zugrunde liegt als der qasida-Dichtung; ob also nicht mehr die Quantität den Vers strukturiert, sondern eher der Akzent.“

## Nachdichtung der arabischen Muwaschschaha N° XIV
Der spanische Arabist Emilio García Gómez hat 43 arabische Muwaschschahas, die Schlussverse mit altspanischen Vokabeln enthalten, vollständig aus dem arabischen ins lateinische Alphabet transliteriert und – der Transliteration linear gegenübergestellt – Vers für Vers ins moderne Spanisch so getreu nachgedichtet, dass das formale Reimschema und der Rhythmus des arabischen Originals nachempfunden werden können. Die Schlussverse, die altspanischen Ḫarǧas (AA), sind zunächst konsonantisch transliteriert und daneben – unübersetzt – gemäß Emilio García Gómez’ Interpretation so vokalisiert, dass die von ihm vermuteten altspanischen Wörter sichtbar wird. Eine Übersetzung der so rekonstruierten frühromanischen Ḫarǧas ins heutige Spanisch gibt der Autor dann in den Fußnoten des Buches.
Bei dem Textbeispiel handelt es sich um ein fünfstrophiges Liebesgedicht aus dem 11. Jahrhundert (moaxaja N° XIV, Gedicht N° 190 aus dem Manuskript 'Uddat al-jālis).
Die Verse sind im Folgenden – dem arabischen Originaltext getreu – in Langversen wiedergegeben; die Trennung in Halbverse wird jeweils durch einen Gedankenstrich (–) deutlich gemacht.
Das Gedicht N° XIV zeigt als tāmm das typische Reimschema [aa bbbaa cccaa ddda eeeaa fffAA] (AA = die Ḫarǧa)
Das arabische Incipit des Gedichts lautet in Transliteration: Aflāku 'l-ǧuyūbi
Präludium (maṭla)
1 Lunas nuevas salen – entre cielos de seda:(a)
2 guían a los hombres – aun cuando eje no tengan(a)
Erste Strophe
3 Sólo con los rubios – se deleitan mis ojos:(b) Zeilen 3–6: bayt der ersten Strophe
4 ramos son de plata – que echan hojas de oro.(b)
5 ¡Si besar pudiera – de esas perlas el chorro!(b)
6¿Y por qué mi amigo – a besarme se niega (a) Zeilen 6–8: qufl der ersten Strophe
7si es su boca dulce – y la sed me atormenta?(a)
Zweite Strophe
8 Es, entre jazmines – su carillo amapola.(c) Zeilen 9–11: bayt der zweiten Strophe
9 Rayas de jaloque – y de algalia la adornan(c)
10 Si también añado - cornalina, no importa(c)
11 No obra bien si espanta – su galán la gacela,(a) Zeilen 12–13: qufl der zweiten Strophe
12 cuando de censores – las hablillas acepta.(a)
Dritte Strophe
13 ¿Con mi amigo Áhmad – hay, decid, quien compita?(d)Zeilen 13–15 bayt der dritten Strophe
14 Único en belleza – de gacela es cual cría.(d)
15 Hiere su mirada – todo aquel a quien mira.(d)
16 ¡Cuántos corazones – bien traspasa con flechas(a) Zeilen 16–17 qufl der dritten Strophe
17 que empeñacha su ojo – con pestañas espesas?(a)
Vierte Strophe
18 Mientras del amigo – yo encontrábame al lado(e) Zeilen 18–21 bayt der vierten Strophe
19 y le ponderaba – mi dolencia y maltrato,(e)
20 ya que él es el médico – que pudiera curarlos,(e)
21 vió al espía que, sin – que nos diéramos cuenta,(a) Zeilen 21–22 qufl der vierten Strophe
22 vínose a nostros – y le entró la vergüenza.(a)
Fünfte Strophe
23 Cuánta hermosa moza – que de amor desatina,(f) Zeilen 23–25 bayt der letzten Strophe, 'tamhīd' = die Einleitung der Ḫarǧa
24 ve sus labios rojos – que besar bien querría,(f)
25 y su lindo cuello – y a su madre los pinta:(f)
Die nachfolgenden Zeilen 26 und 27 geben das letzte qufl, die Ḫarǧa, in der Transliteration durch Emilio García Gómez wieder:
26 ¡Mammà 'ay ḥabībe – š l-ǧumm'lh šaqrlh,(A) Zeilen 26–27: qufl der letzten Strophe: die Ḫarǧa
27 lql 'lb – bk'lh ḥamrlh(A)

## Dreischrittige Entzifferung gemischtsprachiger Ḫarǧas
Die beiden Langverse der obigen Ḫarǧa N° XIV zeigen im Original-Manuskript – in arabischen Schriftzeichen – rätselhafte Konsonantencluster, aus denen sich zunächst keine sinnvollen arabischen Wörter ablesen lassen.
Zeile 26 arabisch مم أي حبيب - شلجمله شقرله
Zeile 27 arabisch القل الب - ابكله حمرله
Der Entzifferungsversuch solcher kryptischer Ḫarǧas verläuft in drei Schritten: 1) Transliteration, 2) sinngebende Rekonstruktion durch Vokalisierung (Transkription) und 3) Übersetzung (Interpretation) in lebende Sprachen.
Im ersten Schritt erläutert der Arabist Alan Jones in seiner kritischen Edition romanischer Ḫarǧas, welche Schriftzeichen er nach Emendationen und Konjekturen im Originalmanuskript zu erkennen vermag. Zunächst buchstabiert er jedes einzelne von ihm erkannte arabische Schriftzeichen und transliteriert anschließend die Konsonantenabfolgen (Wörter) ins lateinische Alphabet:
Zeile 26 arabisch مم أي حبيب - شلجمله شقرله
Halbvers 1 arabisch مم أي حبيب buchstabiert: mīm, mīm –  neues Wort – alif,  yā,  – break – ḥa, bā, yā , bā
Transliteration: mm ay ḥbyb
Halbvers 2 arabisch شلجمله شقرله buchstabiert: schīn, lām, dschīm, mīm, lām, hā – neues Wort – schīn, qāf, rā, lām, hā
Transliteration: šljmlh šqrlh
Zeile 27 arabisch القل الب - ابكله حمرله
Halbvers 3 arabisch القل الب buchstabiert: alif, lām, qāf, lām – neues Wort – alif, lām, bā
Transliteration: alql alb
Halbvers 4 arabisch ابكله حمرله buchstabiert: alif, bā, kāf, lām, hā – neues Wort – ḥā, mīm, rā, lām, hā
Transliteration: abklh ḥmrlh
Nach akribischer paläographischer Analyse des arabischen Original-Manuskriptes schließt sich Alan Jones der Meinung seines Kollegen Emilio García Gómez an, nach der es sich bei dieser Ḫarǧa N° XIV um einen gemischtsprachigen arabisch-romanischen Aljamiado-Text handelt, also um eine romanische Ḫarǧa.
Der zweite Schritt, die sinngebende Vokalisation (Transkription), lässt den gemischtsprachigen Text aus neun Wörtern zum Vorschein kommen; eine sogenannte romanischen oder mozarabische Ḫarǧa wird rekonstruiert:
Halbvers 1 arabisch مم أي حبيب – mm ay ḥbyb – mamma, ay ḥabibi
Halbvers 2 arabisch شلجمله شقرله – šljmlh šqrlh – šul-jumallah šaqrella
Halbvers 3 arabisch القل الب – alql alb – al-quwallu albu
Halbvers 4 arabisch ابكله حمرله – abklh – ḥmrlh: la-bekallah ḥamrallah
Von den neun so transkribierten (vokalisierten) Wörtern sind drei rein romanisch, zwei arabisch, zwei arabisch-romanische Komposita und zwei Vokabeln sind onomatopoetischen Ursprungs („ay“ und „mamma“):
Halbvers 1: ay, mamma (onomatopetische Vokabeln); ḥabibi (rein arabisch) Geliebter
Halbvers 2: šul-jumallah (rein arabisch) Haarsträhne; šaqrella = (arabisch-romanisches Mischwort aus arab. šaqra) blond (+ romanischem Diminutiv –ella) blond(chen)
Halbvers 3: quwallu = (romanisch cuello) Hals; albu (romanisch albo) = weiß
Halbvers 4: bekallah (romanisch bocca) Mund (+ romanischer Diminutiv -ella) Mündchen; ḥamrallah (arabisch-romanisches Mischwort aus arab. hamra) rot (+ romanischem Diminutiv -ella) rötlich.
Quantitative lexikalische Textanalyse: Zählt man den immerhin zweimal vorkommenden romanischen Diminutiv -ella als ein Wort mit, so kommen in dieser neun Wörter umfassenden Ḫarǧa vier altspanische Wörter vor; sie ist also zu 45 % romanisch.
Ein dritter Schritt, die Interpretation, die Übersetzung ins heutige Spanisch und in andere moderne Sprachen, beendet die Entzifferung:
Madre, ¡ay qué amado!
Bajo la melenilla rubita,
Aquel cuello blanco
Y la boquita rojita.
Übersetzung ins Deutsche (vom Autor dieses Wikipedia-Artikels):
Mutter, welch ein Geliebter!
Unter der blonden Strähne,
Jener weiße Hals
Und das rötliche Mündchen.
Die Zeilen 23–25 der Muwaschschaha N° XIV, das bayt (fff) der letzten Strophe, bilden die thematische Einleitung (arabisch 'tamhīd' genannt) der gemischtsprachigen Ḫarǧa (AA), hier durch eine explizite Inquit-Formel (verbum dicendi): y a su madre los pinta.
Zeile 23: Cuánta hermosa moza, que de amor desatina,
Zeile 24: ve sus labios rojos, que besar bien querría,
Zeile 25: y su lindo cuello, y a su madre los pinta:
Übersetzung ins Deutsche (vom Autor dieses Wikipedia-Artikels):
Wie gerne würde das hübsche Mädchen, von Liebe verwirrt,
seine roten Lippen und seinen schönen Hals küssen,
Und es malt seiner Mutter dieses Bildnis:
Es folgt die oben aufgeführte gemischtsprachige Ḫarǧa:
Mutter, welch ein Geliebter!
Unter der blonden Strähne,
Jener weiße Hals
Und das rötliche Mündchen.

## Bedeutung der Muwaschschah-Poesie für die romanistische Sprach- und Literaturwissenschaft
Bei den frühromanischen Ḫarǧa s, bei den Schlussversen der Muwaschschahas, handelt es sich um Mädchenlieder, die in Aljamiado-Schreibweise in den arabisch-andalusischen und hebräisch-andalusischen Gedichten, den Muwaschschahas, verborgen sind. Um die Frage, ob diese Lied-Fragmente Zeugnisse präexistenter romanischer Lyrik sind (also eine Art Lied-„Zitat“), oder ob sie Schöpfungen arabischer und hebräischer Poeten sind, wird ein heftiger Gelehrtenstreit geführt. Für die romanische These spricht, dass sich solche motivgleichen volkstümlichen Lieder, in denen verliebte Mädchen die Sehnsucht nach ihrem Geliebten besingen, in den alt-galicisch-portugiesischen Cantigas de amigo und kastilischen Villancicos wiederfinden. Die Mehrheit der Philologen geht inzwischen davon aus, dass die arabischen und hebräischen Dichter von oraler romanischer Volkslyrik zumindest beeinflusst wurden, sowohl formal als auch inhaltlich.
Eine solche Strophengedichtform mit doppeltem Reim-Gürtel, wechselnden Metren und Code-Switching wie sie einem im Muwaššaḥ begegnet, war für die orientalische Dichtung ein Novum. Muwaschschah-Dichtung ist das Ergebnis der Durchdringung dreier Kulturen im al-Ándalus der drei monotheistischen Religionen, die dort während Phasen der Toleranz ein Goldenes poetisches Zeitalter entstehen ließ:

„Bald wurde diese Dichtungsgattung im islamischen Spanien beliebt. Die älteste erhaltene romanische Harga steht in einer Muwaššaḥa, die vor dem Jahre 1042 entstanden ist. Damit kommen wir ein halbes Jahrhundert hinter die ältesten Trobadorlieder, die von Wilhelm von Aquitanien etwa um 1100 verfaßt wurden.“

Von Jehuda ha-Levi, dem größten jüdischen (sephardischen) Dichter des Mittelalters (11./12. Jh.), sind hebräische Muwaschschahas mit romanischen Hargas überliefert, weshalb er als der erste namentlich bekannte Dichter in spanischer Sprache gilt.

„Yehuda ha-Lewis dichterisches Werk ist außerordentlich vielgestaltig. Seine weltliche Dichtung umfasst nicht nur Hunderte von Kompositionen in hebräischer Sprache, sondern auch zahlreiche Schlussverse in einer frühen Form des Altspanischen; mit vollem Recht kann man sagen, dass er der erste namentlich bekannte Dichter in spanischer Sprache war. Seine Gedichte auf die Liebe, die Freundschaft, den Wein und die Natur haben die Frische unvergänglicher Jugend bis heute bewahrt. Sein geistliches Oeuvre umfasst alle Gattungen der Liturgie.“

Die in altspanischer Mundart gedichteten Ḫarǧas liefern der Romanistik die ältesten vollständig erhaltenen iberoromanischen Texte mozarabischer Dialekte und sind zudem wichtige Quellen zur Beantwortung der strittigen Frage nach der Entstehungsgeschichte abendländischer Lyrik.
Aus dem Muwaschschah ist in al-Ándalus eine weitere Gedichtform geboren worden, das Zagal, spanisch el zéjel, eine bedeutende lyrische Gattung. Im Unterschied zum Muwaschschah ist das Zagal durchgehend in vulgärarabischer Umgangssprache gedichtet, wobei in den Gedichten an den verschiedensten Stellen, also nicht nur am Schluss, auch altspanische Wörter – in Aljamiado-Schreibweise – anzutreffen sind. Nach der Reconquista haben spanische Dichter diese Gedichtform übernommen. Das Zagal hat in Spanien als Volksliedchen Verbreitung gefunden.

## Exkurs: Polemischer Gelehrtenstreit um die Entzifferung romanischer Ḫarǧas
Für die Romanistik war die Entdeckung (S. M. Stern 1948) von bislang circa 70 solcher Muwaššaḥas, deren Schluss-Verse nicht im arabischen Dialekt, sondern teilweise in frühromanischer, altspanisch-mozarabischer Mundart gedichtet sind, eine Sensation, die bis heute kontrovers diskutiert wird. Die Schwierigkeit der Entzifferung, der sprachlichen Rekonstruktion dieser frühromanischen Segmente liegt darin begründet, dass sie wie der jeweils übrige Gedicht-Text in semitischer Konsonantenschrift und nicht mit lateinischen Buchstaben geschrieben sind. Eine solche „verfremdete“ Schreibweise nennt man Aljamiado. Bei Ḫarǧas, die semitische Konsonantensequenzen enthalten, die arabisch gelesen, sprachlich keinen richtigen Sinn ergeben, gehen arabistische, hebraistische und romanistische Philologen davon aus, dass dort ein Code-Switching von Arabisch nach Romanisch stattgefunden hat. Sie vermuten romanischen Ḫarǧas vor sich zu haben. Al-Ándalus, die Heimat der Muwaschschah-Dichter, war vermutlich eine mehrsprachige Welt. Als Umgangssprache benutzte man sowohl Vulgärarabisch, das heißt den arabisch-andalusischen Dialekt als auch eine romanische Mundart, das Altspanische, das sogenannte Mozarabische. Schriftsprache war das klassische Arabisch des Korans und das klassische Hebräisch der Tora. Deshalb versuchten Philologen solche Ḫarǧas, die Konsonantencluster enthielten, die im Arabischen oder Hebräischen keinen Sinn ergaben, nach den Regeln der romanischen Lexik zu vokalisieren. Auf diese Weise kamen altspanische Wörter zum Vorschein, die in dem fremden, rein konsonantischen Schriftsystem – beim ersten Lesen – unverständlich „verborgen“ waren. Dieses Aljamiado-Problem macht Konjekturen des konsonantischen Originaltextes unvermeidlich. Die paläographische mittelalterlichen Manuskripte sind zudem oft durch Flecken unleserlich und auch Abschreibfehler der Kopisten erfordern Emendationen. An einigen wohl zu phantasievollen Konjekturen und Emendationen, also Text-Verbesserungen, einzelner Philologen entzündete sich eine interdisziplinäre Gelehrten-Polemik und gab Anlass zu verletzenden Artikeln, selbst in renommierten Fachzeitschriften (z. B. in La corónica: A Journal of Medieval Hispanic Languages). Hauptstrittige Fragen sind: 1) Gibt es wirklich romanische Ḫarǧas oder existieren sie nur in der Phantasie einiger Philologen? 2) Hat eine (angeblich) präexistierende romanische, akzentuierte Metrik das bis dahin ausschließlich quantitierte orientalische Versmaß beeinflusst? 3) Handelt es sich bei den sogenannten romanischen Ḫarǧas um Zitate präexistenter, altspanischer Volksliedchen oder sind diese vermeintlichen Lied-Zitate in Wirklichkeit Neuschöpfungen der arabischen Muwaschschah-Autoren, die nur Lokalkolorit herstellen wollten?
Nach Meinung vieler Romanisten stellen diese Aljamiado-Verse einen besonders wertvollen Schatz dar: sie überliefern uns nämlich die frühesten Zeugnisse der spanischen Sprache und wahrscheinlich der gesamten romanischen Lyrik überhaupt.